# Sheldon Solow
Pour les articles homonymes, voir Solow.
Sheldon Henry Solow, né le 20 juillet 1928 et mort le 17 novembre 2020, est un promoteur immobilier américain exerçant à New York,. En août 2020, Solow avait une valeur nette de 4,4 milliards de dollars.

## Biographie

### Jeunesse
Solow est né et a grandi dans une famille juive, à Brooklyn. Ses parents étaient Isaac, un maçon, et Jennie Brill, une femme au foyer. Solow fréquenta l'Université de New York pour étudier l'ingénierie et l'architecture, mais abandonna en 1949.

### Carrière
Sheldon Solow a acquis sa première propriété, un 72-family apartment à Far Rockaway, en 1950 avec un prêt assuré par le gouvernement que son père avait arrangé. Il développa ensuite un centre commercial ainsi que des maisons sur Long Island. Il établit un bureau à Park Avenue en 1962 dans le même temps, il développa des appartements de luxe sur l'Upper East Side de Manhattan.
À partir de 1965, Solow commença à acquérir une propriété sur la 57e rue, dans l'intention de développer une résidence de grande hauteur. Pour éviter d'éventuels problèmes avec les propriétés d'exclusion, il acquit les sites secrètement en utilisant une société factice, enregistrée au nom de sa sœur. En tout, il acheta 14 bâtiments sur 61 800 pieds carrés (5,7 hectares) au coût de 12 million de dollars.
Dans les années 1970, Solow obtint un financement, et en collaboration avec l'architecte Gordon Bunshaft, Solow construisit un immeuble de bureaux de 50 étages au 9 West 57th Street. L'une de ses principales caractéristiques était une grande sculpture rouge du chiffre « 9 » d'Ivan Chermayeff (en)  sur le trottoir près de l'entrée principale. En 2017, le bâtiment est toujours considéré comme un emplacement envié  en raison de sa vue imprenable sur Central Park. Les entreprises qui y ont des bureaux comprennent KKR, Apollo Global Management, Tiger Global Management, Chanel, des fonds spéculatifs et des organisations de capital-investissement.
À partir du début des années 2000, Solow acheta un terrain le long de l'East River, dont un de 9 acres (3,6 hectares) site près du siège des Nations Unies qu'il acheta pour 600 million de dollars en 2000. En 2016, il innova sur ce site, au 685 First Avenue, pour commencer les travaux d'un développement résidentiel de 42 étages conçu par Richard Meier.

#### Actions légales
Sheldon Solow était connu pour ses actions en justice. En 1975, il avait poursuivi Avon Products, un locataire du 9 West 57th Street, pour avoir fait référence au site sous le nom de « Avon Building ». L'affaire avait été rejetée mais Solow avait intenté une nouvelle action en justice contre la société, affirmant qu'elle n'avait pas réussi à restaurer le bâtiment dans son état d'origine à la fin de son bail en 1997. L'affaire fut réglée à l'amiable, Avon payant 6,2 millions de dollars à Solow. Solow poursuivit Peter Kalikow (en), un ami, pour un prêt de 7 millions $ que Solow avait fourni au milieu des années 90. Kalikow avait remboursé le prêt plus tôt, privant Solow de paiements d'intérêts à 9 %, ce qui avait irrité Solow. Solow affirma que Kalikow avait omis de divulguer ses actifs au moment où le prêt avait été accordé; l'affaire avait été classée. En 2006, Solow poursuivit Conseco (en), propriétaire du General Motors Building (en), alléguant que les 1,4 milliard de dollars de ventes de la propriété aux enchères avaient été truquées pour l'exclure. L'affaire a été classée en 2009.
Solow subit la perte individuelle la plus importante du scandale du Libor aux États-Unis, estimée à 0,5 milliard de dollars. Après avoir contracté un prêt auprès de Citibank pour acheter les parcelles Consolidated Edison le long de l'East River pour développer un projet de seven-building de 4 milliards de dollars, Solow mit plus de 450 millions de dollars d'euros d'obligations municipales de haute qualité en garantie. Cependant, pendant le ralentissement économique de 2008, la Citibank artificiellement gonfla les taux Libor, ce qui fit chuter la valeur du portefeuille obligataire de Solow. Sur un plan technique, Solow fit défaut sur son prêt, ce qui permit à Citibank de saisir et de vendre les obligations de Solow et de poursuivre Solow pour l'écart de valeur de 100 millions de dollars, une affaire que la Citibank gagna. En 2012, Solow tenta de poursuivre Citi sur la base d'une fraude en valeurs mobilières, mais l'affaire fut classée. En 2013, Solow de nouveau poursuivit, cette fois Libor. En avril 2019, le juge fédéral de New York se prononça en faveur de Citibank et le procès Libor ne fut pas relancé.

### Vie personnelle et collection d'art
Solow était marié à la sculptrice et créatrice de bijoux Mia Fonssagrives, la fille de Lisa Fonssagrives, un modèle suédois et du photographe français, Fernand Fonssagrives,. Ils eurent deux enfants et vécurent à New York. Son fils, Stefan Soloviev (en), dirige maintenant[Quand ?] Solow Building Co. Il dirige également un conglomérat d'agriculture appelé Crossroads Agriculture basé au Colorado et au Nouveau-Mexique. Il est classé au 54e rang des propriétaires fonciers des États-Unis[réf. nécessaire].
Solow était un grand collectionneur d'art moderniste et de la Renaissance. Solow possédait le Portrait d'un jeune homme tenant un médaillon de Botticelli ainsi que des peintures de Balthus, Henri Matisse et Franz Kline; et sculptures d'Alberto Giacometti. En février 2012, il vendit un tableau de Francis Bacon pour 33,5 millions de dollars, une peinture de Joan Miró pour 26,6 millions de dollars, une sculpture de Henry Moore pour 30,1 millions de dollars; et en février 2013, il vendit un tableau d'Amedeo Modigliani pour 42,1 millions de dollars. En mai 2015, Solow vendit la sculpture 1947 de Giacometti L'homme au doigt pour 126,1 millions de dollars, établissant un record du monde pour la sculpture la plus chère jamais vendue. Bien que Solow ait tiré un avantage fiscal significatif du statut à but non lucratif 501(c)(3) de la collection, il ne fournit aucun accès public, ce pour quoi il fut critiqué. En 2018, Solow  fit en sorte que son fils dirige la Solow Art and Architecture Foundation, passant le contrôle de la collection de Sheldon à Stefan sans aucun impôt sur les successions,.
Solow est décédé d'un lymphome au Weill Cornell Medical Center (en) à Manhattan le 17 novembre 2020, à l'âge de 92 ans.